# Wilhelm Loos
Pour les articles homonymes, voir Loos.
Wilhelm Loos (27 décembre 1911 à Metz - 28 décembre 1988 à Kiel) est un officier allemand de la Seconde Guerre mondiale. Il fut récipiendaire de la Croix de chevalier de la Croix de fer, en avril 1944 et de l'Agrafe de combat rapproché en or en mai 1944. De 1956 à 1969, il reprit du service dans la Bundeswehr, l'armée de la République fédérale d’Allemagne.

## Biographie
Wilhelm Loos naît le 27 décembre 1911 à Metz, une ville de garnison animée d'Alsace-Lorraine. Avec sa ceinture fortifiée, Metz est alors la première place forte du Reich allemand, constituant une pépinière de militaires d'exception. Trop jeune pour se battre pendant la Première Guerre mondiale, le jeune Wilhelm se tourne naturellement vers le métier des armes.

### Entre-deux-guerres
Sur les traces de ses ainés Heinz Harmel ou Johannes Mühlenkamp, Wilhelm Loos s'engage dans l'armée allemande. Affecté au 76e Infanterie-Regiment, un régiment d'infanterie motorisé de la Wehrmacht, stationné dans le Wehrkreis X, Wilhelm Loos participe à la campagne d'annexion des Sudètes, en octobre 1938.

### Seconde Guerre mondiale
Lorsque la guerre éclate, Wilhelm Loos participe avec son régiment, intégré à la 20e division d'infanterie, à l'invasion de la Pologne. De retour à Hambourg, il reçoit la Croix de fer de 2e classe, le 7 novembre 1939. Au printemps 1940, il participe à l'invasion de la Belgique et des Pays-Bas, puis en juin, à l'invasion de la France. Après les combats, il reçoit la Croix de fer 1re classe, le 9 août 1940. Son régiment est envoyé sur le front de l'Est, dans la région de Bialystok-Minsk, puis au front près de Smolensk. Les combats se poursuivent devant Nowgorod. Alors qu'il commande la 11e section du 76e régiment d'infanterie, Loos reçoit la Croix allemande en or le 31 janvier 1942. En octobre 1942, son régiment est reformé pour devenir le Grenadier-Regiment (mot.) 76. En 1943, le régiment se bat sur le front de l'Est dans le groupe d'armée centre, puis dans le groupe d'armée Sud. Alors qu'il commande la 10e compagnie,  Loos reçoit la Nahkampfspange, l'Agrafe de combat rapproché, en bronze en février 1944, puis en argent un mois plus tard. Le 21 avril 1944, Wilhelm Loos est décoré de la prestigieuse Ritterkreuz. Un mois plus tard, le 18 mai 1944, il reçoit en outre la Nahkampfspange en or.

### Après guerre
Après la guerre, en 1956, Wilhelm Loos reprend du service dans la Bundeswehr, la nouvelle armée allemande. Il reste en activité jusqu'en 1969, partant à la retraite avec le grade de Oberstleutnant, lieutenant-colonel. Wilhelm Loos s'éteignit le 28 décembre 1988, à Kiel dans le Schleswig-Holstein.

## Distinctions et décorations
- Ritterkreuz des Eisernen Kreuzes, le 21 avril 1944 (Chef 10. / Grenadier-Regiment 76)[1];
- Nahkampfspange in Gold, le 18 mai 1944 (Kompaniechef 10. / Grenadier-Regiment 76) ;
- Infanterie-Sturmabzeichen ;
- Kriegsverdienstkreuz mit Schwertern IIe classe, avec glaive ;
- Deutsches Kreuz en or, le 31 janvier 1942[4] ;
- Medaille "Winterschlacht im Osten 1941/42" (Ostmedaille) ;
- Eisernes Kreuz, IIe classe (7 novembre 1939) et Ire classe (9 août 1940)[4];
- Dienstauszeichnung der Wehrmacht IVe classe ;
- Medaille zur Erinnerung an den 1. Oktober 1938.